# Grup de la berzeliïta
El grup de la berzeliïta és un grup de minerals de la classe dels fosfats que cristal·litzen en el sistema isomètric. El grup, que forma part del supergrup del granat, està format per quatres espècies minerals: berzeliïta, manganberzeliïta, palenzonaïta i schäferita. Les dues primeres espècies, la berzeliïta i la manganberzeliïta, són arsenats, mentre que les altres dues, la palenzonaïta i la schäferita, són vanadats.
| Espècie          | Fórmula              |
| ---------------- | -------------------- |
| Berzeliïta       | (NaCa₂)Mg₂(AsO₄)₃    |
| Manganberzeliïta | (NaCa₂)Mn2+ 2(AsO₄)₃ |
| Palenzonaïta     | (NaCa₂)Mn2+ 2(VO₄)₃  |
| Schäferita       | (NaCa₂)Mg₂(VO₄)₃     |

Segons la classificació de Nickel-Strunz els minerals d'aquest grup pertanyen a "08.AC: Fosfats, etc. sense anions addicionals, sense H₂O, amb cations de mida mitjana i gran» juntament amb els següents minerals: howardevansita, al·luaudita, arseniopleïta, caryinita, ferroal·luaudita, hagendorfita, johil·lerita, maghagendorfita, nickenichita, varulita, ferrohagendorfita, bradaczekita, yazganita, groatita, bobfergusonita, ferrowyl·lieïta, qingheiïta, rosemaryita, wyl·lieïta, ferrorosemaryita, qingheiïta-(Fe2+), manitobaïta, marićita, brianita, vitusita-(Ce), olgita, barioolgita, whitlockita, estronciowhitlockita, merrillita, tuïta, ferromerrillita, bobdownsita, chladniïta, fil·lowita, johnsomervilleïta, galileiïta, stornesita-(Y), xenofil·lita, harrisonita, kosnarita, panethita, stanfieldita, ronneburgita, tillmannsita i filatovita.